# Frankfurt (Main) Mühlberg
Frankfurt (Main) Mühlberg (niem: Bahnhof Frankfurt (Main) Mühlberg) – stacja kolejowa we Frankfurcie nad Menem, w kraju związkowym Hesja, w Niemczech. Znajduje się w dzielnicy Sachsenhausen, w Tunelu Średnicowym. Jest obsługiwana przez pociągi S-Bahn. Stacja posiada kategorię 4 i została otwarta w 1992.